# Stop Mare Mortum
Stop Mare Mortum és una plataforma creada el 2015 de persones, entitats i col·lectius que treballen per l'acollida de persones refugiades i migrants i lluiten pels seus drets.